# Cerovac (Bizovac)
Cerovac je selo u jugoistočnom dijelu općine Bizovac u Osječko-baranjskoj županiji. Naselje se nalazi na 90 metara nadmorske visine u nizini istočnohrvatske ravnice.

## Povijest
Nalazi se u blizini naselja Selci, a južno od naselja Samatovci. Selo je nastalo na krčevinama na povišenom terenu. U popisu naselja i broja stanovnika općine Valpovo od 1857. pa do 1871. godine iskazani su podaci o Cerovcu zajedno s Petrijevcima. Tek je 1880. godine izdvojeno i prikazano 56 stanovnika, a 2011. godine Cerovac je imao 24 žitelja, te selu prijeti izumiranje u doglednoj budućnosti.

## Stanovništvo
| broj stanovnika |       |       | 56    | 56    | 52    | 59    | 58    | 69    | 58    | 70    | 63    | 54    | 41    | 42    | 34    | 24    | 10    |
|                 | 1857. | 1869. | 1880. | 1890. | 1900. | 1910. | 1921. | 1931. | 1948. | 1953. | 1961. | 1971. | 1981. | 1991. | 2001. | 2011. | 2021. |

Samostalno naselje od 1981. nastalo izdvajanjem dijela iz naselja Petrijevci. Kao dio naselja iskazuje se od 1880. Od 1910. do 1971. iskazuje se pod imenom Cerovac Petrijevački. U 1869. podaci su sadržani u naselju Petrijevci.

## Vanjske poveznice
- http://www.opcina-bizovac.hr